# Kradibia sumatrana
Kradibia sumatrana är en stekelart som först beskrevs av Grandi 1926.  Kradibia sumatrana ingår i släktet Kradibia och familjen fikonsteklar. Inga underarter finns listade i Catalogue of Life.